# Alizée
Alizée (Ajaccio, 21 augustus 1984) is de artiestennaam van de Franse zangeres Alizée Jacotey.

## Biografie
De naam Alizée is de vrouwelijke vorm van het Franse woord alizé dat 'passaatwind' betekent, zo gekozen door haar ouders die enthousiaste windsurfers waren. Ze wordt ook wel Lili genoemd, want dat is de bijnaam die haar vrienden haar gaven.
Alizée wordt beschouwd als protegee van Mylène Farmer, een bekende en succesvolle Franse zangeres en tekstschrijver-producent en componist Laurent Boutonnat. Alizées bekendste hit is Moi... Lolita uit 2000, een groot succes in bijna heel Europa en delen van Oost-Azië. Er gingen ruim 2 miljoen exemplaren van over de Europese toonbanken, waarvan 1,2 miljoen alleen al in Frankrijk.
Toen Alizée vier jaar was begon ze met danslessen. Dit beviel haar zo goed dat ze daarnaast ook zanglessen en acteerlessen nam. Op haar elfde deed Alizée mee aan een tekenwedstrijd van de vliegmaatschappij "Air Outre Mer". Ze won een reis naar de Maldiven en haar tekening werd op een vliegtuig gezet. Op haar vijftiende deed Alizée mee met een show op televisie: ze zong het liedje "Ma prière" en won.
In 2001 werd Alizée verkozen tot de beste nieuwkomer van het jaar op de NRJ Awards. Op Koninginnedag maandag 30 april 2001 gaf zij een live-optreden op het Museumplein in Amsterdam en bij de Staatsloterijshow.
Alizée is in 2003 in Las Vegas getrouwd met collega-zanger Jérémy Châtelain, die ze dat jaar tijdens de Eurobest-prijsuitreiking had ontmoet. Het paar kreeg in 2005 een dochter en woonde in Parijs. Begin 2012 scheidde het stel.
Na een stop van drie jaar kwam Alizée terug met de single "Mademoiselle Juliette", die ze op 29 september 2007 aankondigde op NRJ, een Frans radiostation. De single is 30 september digitaal uitgebracht en de videoclip is uitgekomen op 19 november. De officiële site kwam online op 27 november. Haar derde album "Psychédélices" kwam uit op 3 december 2007. Dit album is niet meer in samenwerking met Mylène Farmer, maar met Jérémy Châtelain, Jean Fauque, Bertrand Burgalat, Oxmo Puccino en Daniel Darc.
Toen ze in 2014 deelnam aan de Franse versie van Dancing with the stars ontmoette ze haar huidige partner, die in de show ook haar danspartner was, Gregoire Lyonnet.

## Discografie

### Albums
- 2000: Gourmandises
- 2003: Mes courants électriques
- 2004: Alizée en concert
- 2007: Psychédélices
- 2007: Tout Alizée (verzamelalbum & DVD)
- 2010: Une Enfant Du Siècle
- 2013: 5
- 2014: Blonde
- 2018: Remixes
- 2020: Alizée (6-LP)

### Singles
- 2000: Moi... Lolita (Alarmschijf)
- 2000: L'Alizé
- 2001: Parler Tout Bas
- 2001: Gourmandises
- 2003: J'en Ai Marre!
- 2003: I'm Fed Up!
- 2003: J'ai Pas Vingt Ans
- 2003: I'm Not Twenty
- 2003: A Contre-Courant
- 2004: Amélie M'a Dit (Live)
- 2007: Mademoiselle Juliette
- 2008: Fifty-Sixty
- 2008: La Isla Bonita
- 2010: Limelight
- 2010: Les Collines (Never Leave You)
- 2012: À cause de l'automne
- 2013: Je veux bien
- 2014: Blonde
- 2014: Alcaline

### DVD's
- 2004: Alizée en concert

### NPO Radio 2 Top 2000
Van Alizée stond alleen Moi... Lolita in 2007 in de NPO Radio 2 Top 2000, op plek 1481.